# Oppositie (schaken)
De oppositie is een situatie in het schaakspel, waarbij de twee koningen op dezelfde lijn, rij of diagonaal tegenover elkaar staan met een oneven aantal velden ertussen. Bij meer dan één veld spreekt men van verre oppositie. Van de speler die niet aan zet is zegt men dat hij "de oppositie heeft". De oppositie kan in het eindspel doorslaggevend zijn voor de promotie van een pion, doordat de speler die de oppositie heeft een sleutelveld kan bereiken of kan verhinderen dat de vijandelijke koning een sleutelveld bereikt.
- Het eerste diagram geeft een stelling waar de oppositie doorslaggevend is. Als zwart aan zet is verliest hij: op 1...Ka7 volgt 2.Kc6, waarna de pion promoveert. Als wit aan zet is, dan is het remise: na 1.Ka5 neemt zwart weer oppositie met 1...Ka7, wit kan er nog steeds niet langs met zijn koning. En 2.b5 heeft geen zin want de stelling waarbij de pion naast de witte koning staat in plaats van achter de koning is altijd remise, ongeacht de oppositie. Als in dit diagram alle stukken een veld hoger staan, dan is de stelling altijd gewonnen voor wit. In dat geval is het bezit van de oppositie niet van belang.

- Het tweede diagram geeft een stelling waarbij een schuine en een verre oppositie optreedt. Zwart aan zet verliest als volgt: 1. ... Ke6 2. c5 Kd7 3. c6+! Wit heeft een gedekte vrijpion gekregen. Deze pion gaat promoveren. Merk op dat 3. cxb6 Kc8 een remisestelling oplevert. Het is echter remise als wit aan zet is: 1. Ke4 Ke6 2. Kf4 Kd6! Zwart kan niet Kf6 spelen, omdat dan de koning buiten het vierkant van de pion op b5 komt (2. ... Kf6? 3. c5!). De zwarte koning verruilt daarom de rechte oppositie voor de schuine oppositie. Wit kan nog een lastige zet proberen: 3. Ke3. Zwart kan nu niet de rechte oppositie nemen: 3. ... Ke5? 4. Kd3 Kd6 5. Kd4, wit heeft de oppositie overgenomen en staat op winst. Daarom neemt zwart de verre oppositie: 3. ... Ke7 (of 3. ... Kd7). Wit kan nu niet verder komen: 4. Kd4 Kd6, de uitgangsstelling is herhaald.